# 小行星6858
小行星6858（英語：6858）是一颗围绕太阳公转的小行星。1990年9月16日，亨利·E·霍爾特在帕洛马山发现了此天体。
这颗小行星的绝对星等为73.45459057419788等。